# Digimon: Az igazi film
Digimon: Az igazi film • Amerikai címe: "Digimon: The Movie" • 2000-ben bemutatott japán-amerikai animációs film az egykori Fox Kids változattal, amely eredetileg 3 rövidebb japán filmből áll össze és eredetileg Hoszoda Mamoru rendezte ezeket. A forgatókönyveket a Digimon I.-II. vagy japánul a Digimon Adventure és Digimon Adventure 02 japán animesorozatok kiegészítéseiként készítették. Az amerikai forgalmazó az 1999-es Digimon Adventure, a 2000. évi "Digimon Adventure: Our War Game!", és a szintén 2000. évi "Digimon Adventure 02: Digimon Hurricane Touchdown!! / Transcendent Evolution! The Golden Digimentals" című rövidfilmekből vágta össze. A főszereplők hangjait Joshua Seth és Lara Jill Miller kölcsönözte.
A Digimon mozifilm premierjét Kanadában mutatták be 2000. október 2-án, az Egyesült Államokban október 6-ától volt látható a mozikban. Magyarországon először videokazettán volt megtekinthető 2002. március 21-étől.
A magyar változat az InterCom megbízásából a Laborfilm Szinkronstúdiónál készült. Már az I.-II. sorozat negatív visszhangú szinkronjai is elkülönültek egymástól a Viasat-nál, majd az InterCom a mozifilmhez egyik szinkront sem vette figyelembe. Így az I. sorozat szereplői (3 korosztályi idősíkban) 3 vagy 4 hangot kaptak Magyarországon. A VHS-kiadás után csak az HBO vetítette 2002-2003 között, azóta többé nem került forgalomba, a sorozatok egyik berendelője sem szerezte be a mozifilmet.
Habár a produkciót negatív filmkritikával illették, pénzügyileg tripla sikerrel teljesített.

## Cselekmény
Az összevágott film az amerikai forgalmazó által mókásnak szánt előjelenettel indul a saját világunkba a mozifilm megjelenéséhez kiragadva. Angela Anaconda és barátai sorba állnak a moziban a Digimon miatt, de Nannette barátai elvágják a sort és Mrs. Brinks elzárja a kilátást a képernyőre. Angela elképzeli magát, amint Angelamon-ná alakul át. Célja legyőzni Mrs. Brinks-et és Nannette-et. De a közönség tagjai rájönnek, hogy rossz moziban vannak. Ezért végül mindenki távozik.
4 évvel a Digimon I. sorozat előtt Tai és Kari Kamiya talál egy Digitojást a számítógépükben. A tojásból kikel egy Koromon és később sokat étkezve irreálisan óriási Agumon-ná fejlődik tovább. Egy éjjel megjelenik egy másik Digitojás, amiből Parrotmon kel ki. Amikor Parrotmon megtámadja Tai-t és Karit, Agumon megvédi őket Greymon-ná Digiváltozva. Greymon-t az első csata során kiüti a madár Digimon, de Kari sípjával Tai újraéleszti. Miután legyőzik Parrotmon-t, a harc után mind a kettejüknek nyoma veszik. A csata szemtanúja lesz az összes Digivégzetes; akik a digitális és a valódi világ közös érdekű védelmére 4 év múlva kerültek kiválasztásra.
5 évvel később és az I.-II. sorozat közötti időszakban egy fertőzött Digitojás jelenik meg az interneten. A kikelt Digimon számítógépes kódokat fal és káoszt okoz a világ számítógépes rendszereiben. Izzy-t és Tai-t egy Willis nevű új kiválasztottal együtt Gennai figyelmezteti. Eszközt keresnek rá, hogy lelassítsák a Digimont. Agumon és Tentomon belépnek az internetre, de nem tudnak mit kezdeni a frissen átfejlődött Infermon-nal. Tai megpróbál erősítést toborozni, de csak Matt-et és TK-t tudja elérni. A többi Digimont pedig legyőzi immáron Infermon végső formája, ami Diaboromon. 
Diaboromon megduplázza magát és megfertőzi a Pentagon számítógépeit. A vírus nukleáris rakétákat indít Coloradó-ra és a Digivégzetesek szomszédságára. Miután WarGreymon-t és MetalGarurumon-t is legyőzi a Diaboromon-ok sokasága, Tai és Matt belépnek a hálózatra. A nézők közös ereje révén WarGreymon és MetalGarurumon újjáéledve DNS-egyesüléssel Omnimon-ná alakulnak át. Omnimon elpusztítja a Diaboromon másolatoka. Izzy pedig rájön, hogy a világ összes embereinek e-mail-jei lelassítják a Digimonjaikat. Izzy átirányítja őket az eredeti Diaboromon-ra, hogy lefagyassza őt a helyén és addig Omnimon el tudja pusztítani. A rakétákat hatástalanítják, de ugyanaz a vírus Diaboromon-ból megtámadja Willis Digimonjának Kokomon nevű "ikertestvérét".
3 év múlva - a Digimon 02 sorozat 21. része után játszódva - TK és Kari meglátogatják Mimi Tachikawá-t New York-ban. Szemtanúi lesznek egy csatának Willis, Terriermon, és egy megfertőzött Wendigomon között. (Eredeti alakja Harcos szinten Turuiemon lenne.) Willis hazatér Coloradó-ba TK-val és Karival együtt a többiek miatt. Összehívják az új csapatból Davis-t, Yolei-t, és Cody-t. Willis elmeséli, hogy Kokomon-t megfertőzte Diaboromon vírusa. 
A szembeszállás esetén Wendigomon továbbfejlődik Antylamon-ná és Kerpymon-ná. A Mega formájával már bőven túlerőben van a Páncél Digiváltozásig eljutott Digivégzetesek ellen és ráadásul a csapat valójában nem szándékozna megölni a Digimont. Ám ekkor TK és Kari két angyali Digimonja úgy dönt, hogy átmenetileg mega szintre fejlődve Arany Digitojásokat szabadítanak fel Davis-nek és Willis-nek. Így létrejön Magnamon és Arany-Rapidmon. A két Arany Digimont Kerpymon elnyeli. Ennek ellenére ők belülről elpusztítják a vírust, de a folyamatot végül Kokomon ettől sem éli túl. Willis és Terriermon búcsút vesznek a Digivégzetesektől, majd hamarosan megtalálják Kokomon Digitojását a tengerparton.

## Szereplők
| Szerep      | Színész                | Magyar hangja  |
| ----------- | ---------------------- | -------------- |
| Tai Kamiya  | Joshua Seth            | Simonyi Balázs |
| Kari Kamiya | Lara Jill Miller       | n.a            |
| T.K.        | Doug Erholtz           | Simonyi Balázs |
| Matt Ishida | Michael Reisz          | Halasi Dániel  |
| Izzy        | Mona Marshall          | Molnár Levente |
| Sora        | Colleen O’Shaughnessey | n.a            |
| Red Greymon | Bob Papenbrook         | n.a            |
| Parrotmon   | David Lodge            | n.a            |
| Big Agumon  | Michael Sorich         | n.a            |
| Botamon     | Peggy O’Neal           | n.a            |
| Koromon     | Brianne Siddall        | n.a            |

## Fogadtatás
A filmet negatívan fogadták a kritikusok. A Rotten Tomatoeson 24%-os minősítést ért el 41 értékelés alapján, az összefoglaló szerint: „A Digimon jobb, mint a Pokémon, de még mindig egy kiszámítható film középszerű animációval.” Mike Emery az Austin Chronicle-től azt írta: „Összességében egy megkérdőjelezhető gyermekkaland, amely minden szinten megdöbbentő.” Lawrence Van Gelder a New York Timestől azt írta: „Ha van még egy kis ízlés a világon, a pénz itt megállhat.” Michael Rechtshaffen a Hollywood Reportertől azt írta: „Összességében kellemesen elviselhető élmény.”
A MetaCritic 20 pontot adott a 100-ból 17 értékelés alapján. Maitland McDonagh „hiperaktív összevisszaságnak” nevezte a produkciót a TV Guide Magazine-tól. Robert Koehler a Varietytől azt írta: „A hangszerelés furcsán szörnyű és vicces egyszerre.” Bruce Fetts az Entertainment Weeklytől azt írta: „A Fox Pokémon utáni rajzfilmsikerének megdöbbentően csicsás spin-offja.”
A Box Office Mojo szerint a film kasszasiker lett. Az 5 millió dolláros költségvetés mellett 16 millió dolláros bevétel folyt be.